# GKNB (Kirgisistan)
Das Staatliche Komitee für Nationale Sicherheit (GKNB) ist der Geheimdienst Kirgisistans. Die Behörde ist keinem Ministerium unterstellt. Schätzungen gehen von bis zu 2000 Mitgliedern aus. Jedoch ist die Behörde chronisch unterfinanziert.

## Aufgaben und Leitung
Der Leiter des GKNB wird vom Präsidenten ernannt, ist aber dem Dschogorku Kengesch unterstellt. Aktuell wird der GKNB von Kamtschibek Taschijew geleitet.
Im Falle einer Bedrohung wird das GKNB gemeinsam mit den Streitkräften mobilisiert. Im Frieden bewacht das GKNB die Grenzen zu Usbekistan, zu Tadschikistan und zu Kasachstan.

## Geschichte
Die Behörde entstand nach der Unabhängigkeit aus dem KGB der kirgisischen SSR, einer Regionalverwaltung des KGB. Seit 2007 operiert die Behörde in ihrer aktuellen Form. Zum Einsatz kam das GKNB unter anderem im Batken-Konflikt.

## Spezialkräfte
Das GKNB kontrolliert die Anti-Terror-Einheit Alpha, bei der es sich wie in allen Ländern der ehemaligen Sowjetunion um eine streng geheime Spezialeinheit handelt. Im August 2010 streikten Kämpfer der Einheit aus Protest gegen die Verhaftung ihres ehemaligen Chefs Almas Dscholdoschalijew. Sie appellierten an Präsidentin Rosa Otunbajewa, die Gesetze zu ändern, sodass er freigelassen werden konnte. Als Reaktion darauf eröffnete die Generalstaatsanwaltschaft Strafverfahren gegen neun Mitarbeiter der Einheit und beschuldigte sie, während der Regierungswechsel in Kirgisistan 2010 auf Demonstranten geschossen zu haben.